# کلوچه (استان لهستان کوچک‌تر)
کلوچه (به لهستانی:  Klucze) یک روستا در لهستان است که در گمینا کلوچه واقع شده‌است.
 کلوچه  ۵٬۹۲۶ نفر جمعیت دارد.